# يوهانا فينتر
يوهانا فينتر (بالإنجليزية: Johanna Winter)‏ هي مبارزة بالسيف أسترالية، ولدت في 21 مايو 1942 في ليبيريتس في التشيك.

## وصلات خارجية
- يوهانا فينتر على موقع أوليمبيديا (الإنجليزية)
- يوهانا فينتر على موقع اللجنة الأولمبية الأسترالية (الإنجليزية)
- يوهانا فينتر على موقع اتحاد ألعاب الكومنولث (مؤرشف) (الإنجليزية)